# Luca Scribani Rossi
Luca Scribani Rossi, né le 29 décembre 1960 à Rome, est un tireur sportif italien.

## Carrière
Luca Scribani Rossi participe aux Jeux olympiques de 1984 à Los Angeles et remporte la médaille de bronze dans l'épreuve du skeet.